# イリア1世
イリア1世（グルジア語: ილია I、グルジア語ラテン翻字: Ilia I）は、ジョージアのカトリコス総主教（在任: 1145年 – 1149年）。ジョージア正教会において説教を与えた。スヴェティツホヴェリ大聖堂で行った説教は、非常に重要なものであった。
カトリコスのニコロズが総主教に叙されたのは1149年であり、カトリコスのイリア（1145年–1149年）を後を継いだ。